# Objaw Battle’a
Objaw Battle’a (ang. Battle's sign) – objaw pojawiający się w przypadku złamania w obrębie środkowego dołu podstawy czaszki, polegający na pojawieniu się krwiaka podskórnego zlokalizowanego ponad wyrostkiem sutkowatym (za małżowiną uszną).
Objaw został opisany przez angielskiego chirurga Williama Henry’ego Battle’a. Pojawia się zwykle kilka dni po urazie.